# 大分県立大分工業高等学校
大分県立大分工業高等学校（おおいたけんりつおおいたこうぎょうこうとうがっこう）は、大分県大分市に所在する公立の工業高等学校。通称、大工（だいこう）。

## 設置学科
全日制
- 機械科
- 電気科
- 電子科
- 建築科
- 土木科
- 工業化学科

定時制
- 機械科
- 電気科

## 沿革
- 1902年2月26日 - 別府町・浜脇町学校組合立工業徒弟学校として浜脇町に設立。指物、挽物、鬆漆、蒔絵、竹籃の5科を設置。
- 1906年4月1日 - 別府町立工業徒弟学校と校名変更。建築科を加設する。
- 1909年4月1日 - 指物、建物、洋家具、塗料、蒔絵、板金、竹籃（漆器）の7科とする。
- 1910年4月1日 - 大分県別府工業徒弟学校と改称。
- 1915年12月1日 - 大分市勢家（現・大分市東春日町）に移転。
- 1918年4月1日 - 大分県立工業学校と改称、機械科（普通機械科、電気機械科）、建築科を設置。
- 1923年4月1日 - 鶴崎に分校を設置。
- 1927年12月31日 - 5ヵ年制（機械科、電気科、建築科）になる。
- 1931年3月31日 - 大分県立大分工業学校と改称。
- 1940年4月1日 - 採鉱冶金科設置。
- 1948年4月1日 - 大分県立大分商業学校と合併し大分県立大分第二高等学校とする。土木、電気通信課程を設置。
- 1951年4月1日 - 大分県立大分商業高等学校と分離し、大分県立大分春日高等学校と改称。
- 1953年4月1日 - 校名を大分県立大分工業高等学校と改称。冶金課程を廃し工業化学課程を設置。
- 1955年4月1日 - 定時制（夜間）を設置、機械、電気、建築の3課程をおく。
- 1962年4月1日 - 化学工学科を設置、電気通信科を電子科と改称。
- 1979年3月 - 全学科、現在地の新校舎に移転完了。
- 1995年4月1日 - 化学工学科を工業化学科と改称。
- 2012年 - 校舎の一部を工事し、新しくなった。

## 進学
- 終礼後、大工タイムの実施

## 部活動

### 体育部
- 野球部
- バスケットボール部
- バレーボール部
- 卓球部
- ソフトテニス部
- サッカー部
- ラグビー部
- 柔道部
- 剣道部
- 弓道部
- 山岳部
- テニス部
- ボクシング部
- ウエイトリフティング部[1]

### 文化部
- 美術部
- 放送部
- 書道同好会
- 未来ロボット工学研究部
- 書道同好会
- 機械同好会
- 電気同好会
- 電子同好会
- 建築同好会
- 土木同好会
- 化学同好会
- 家庭同好会[1]

事故
2010年5月1日、柔道部の3年生男子生徒（当時17歳）が大分県立竹田高等学校にて行われた合同合宿練習中に大外刈を受けて頭部を強打し、頭痛を訴えた後に意識を失い、市内の病院に緊急搬送されたが同日深夜に搬送先病院にて死亡した。司法解剖の結果、死因は急性硬膜下出血と判明。

## 著名な卒業生

### 政治
- 川越孝洋[5] - 元衆議院議員
- 相馬尊重 - 由布市長
- 長谷川清 - 元参議院議員
- 本田博文[6] - 日出町長

### 経済
- 玉井光一 - 富士ゼロックス社長

### 学術
- 田中千秋 - 天文観測家

### スポーツ
- 上田剛史 - 元バレーボール選手
- 内川聖一 - プロ野球選手（横浜ベイスターズ・福岡ソフトバンクホークス）
- 加藤陽一 - 元バレーボール選手
- 高野直哉 - バレーボール選手
- 竹下慎太郎 - 元プロ野球選手（横浜ベイスターズ・阪神タイガース）
- 田中太一 - 元プロ野球選手（読売ジャイアンツ）
- 姫野好治 - 元プロ野球選手（大映ユニオンズ）
- 山口悟 - 元サッカー選手
- 湯田哲生 - 元サッカー選手

### 芸能
- 衛藤浩一 - ミュージシャン
- 衛藤英幸 - ゲームサウンドクリエイター、ディスクジョッキー
- 苅谷俊介 - 俳優、アマチュア考古学者
- 園田裕久 - 俳優、司会、ナレーター
- 竹ノ内裕治 - 作曲家
- 田崎トシミ - 俳優
- 立川真司 - ものまねタレント

### 芸術
- 風倉匠 - 前衛芸術家